# Stenotabanus stonei
Stenotabanus stonei är en tvåvingeart som beskrevs av Philip 1958. Stenotabanus stonei ingår i släktet Stenotabanus och familjen bromsar. Inga underarter finns listade i Catalogue of Life.